# 박지성 축구센터

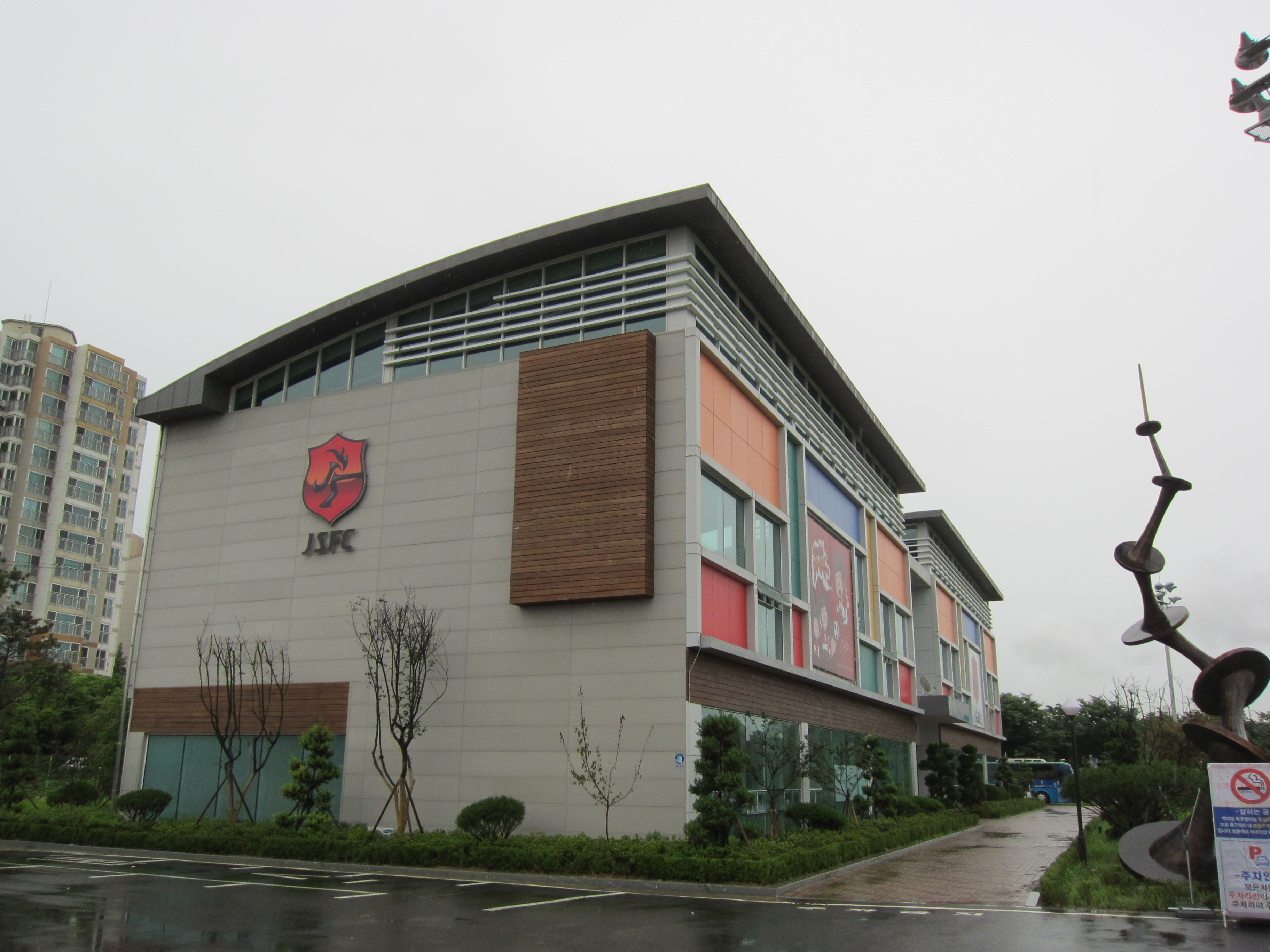
박지성 축구센터

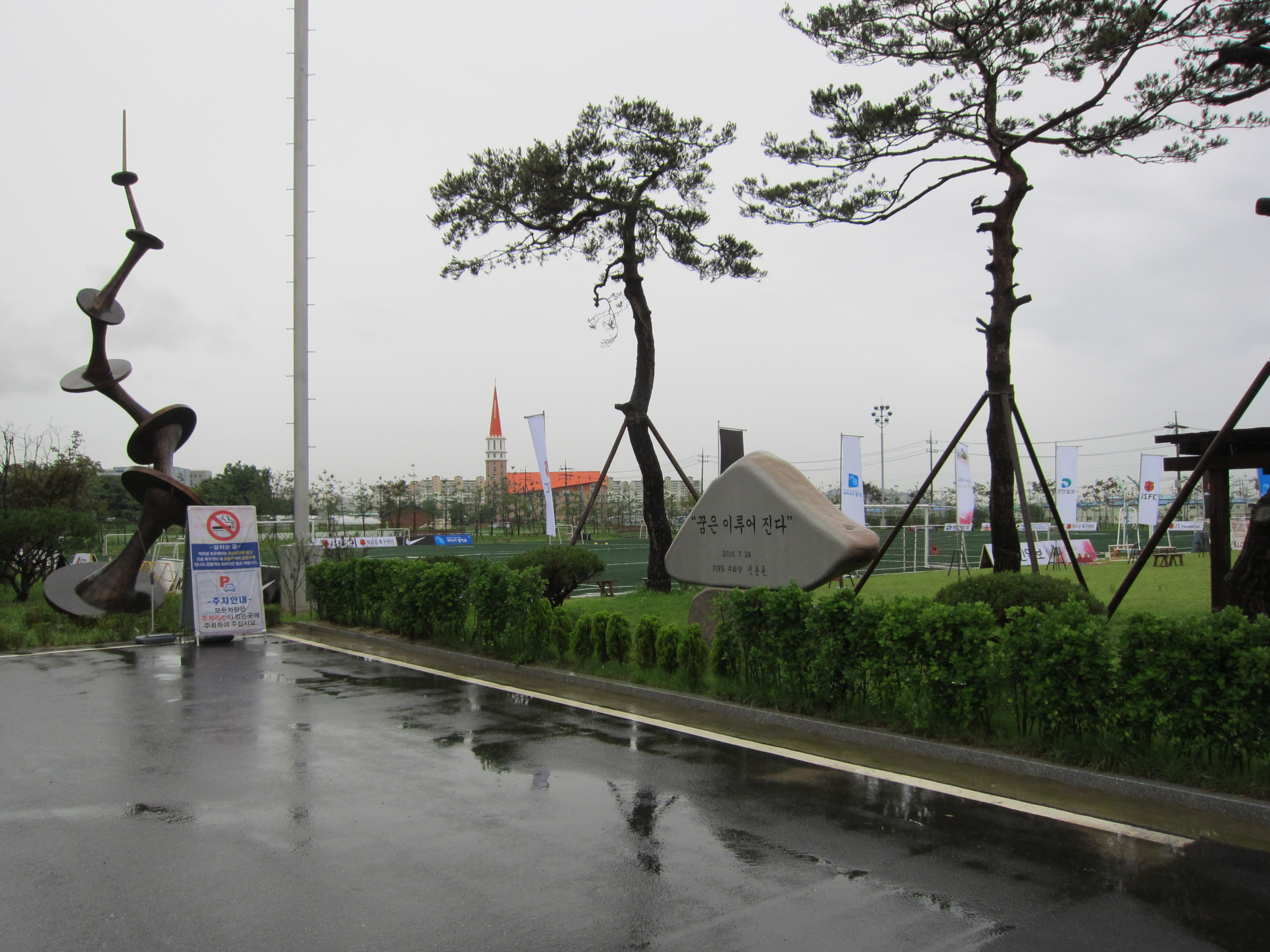
"꿈은 이루어진다" 비석

박지성 축구센터(Ji-Sung Football Center, JSFC)는 대한민국의 축구 선수인 박지성이 대한민국의 축구 유소년들의 성장과 발전을 도모하고 다양한 교육기자제를 활용해 재미있는 축구를 할 수 있는 여건과 안전한 교육환경 속에서 운동을 할 수 있는 공간을 만들기 위해 경기도 수원시 영통구 망포2동에 설립한 유소년 육성 훈련시설이다. 2009년 10월 6일 옛 경기도농업기술원 종자관리소 부지 1만5658m2에 기공식을 가지며 첫 건립 공사에 들어가 2010년 7월 24일 준공식을 가졌다.
준공식에 조중연 대한축구협회 회장, 허정무 전 대한민국 축구 국가대표팀 감독, 조광래 전 대한민국 축구 국가대표팀 감독, 이청용과 파트리스 에브라, 송강호, 김선아, 김종국, 김흥국, 탁재훈 등이 참석했다.
수강 신청은 홈페이지를 통해 가능하며 JSFC라는 교육 운영법인을 설립해 2010년 9월부터 6∼12세의 유소년 선수들을 대상으로 교육을 진행하고 있다.

## 규모
지하 1층, 지상 2층 규모의 클럽하우스에는 박지성의 FIFA 월드컵과 프리미어리그에서의 활약상을 볼 수 있는 박지성 기념관을 비롯해 운동치료실, 멀티미디어 강의실, 축구도서관, 실내구장 등이 마련됐다. 또 외부에는 유소년 축구 정규사이즈(60ｍ×40ｍ)인 인조잔디 구장 2면과 주차장을 조성하고 조명탑도 갖췄다.

## 같이 보기
- 박지성